# Zarcillo

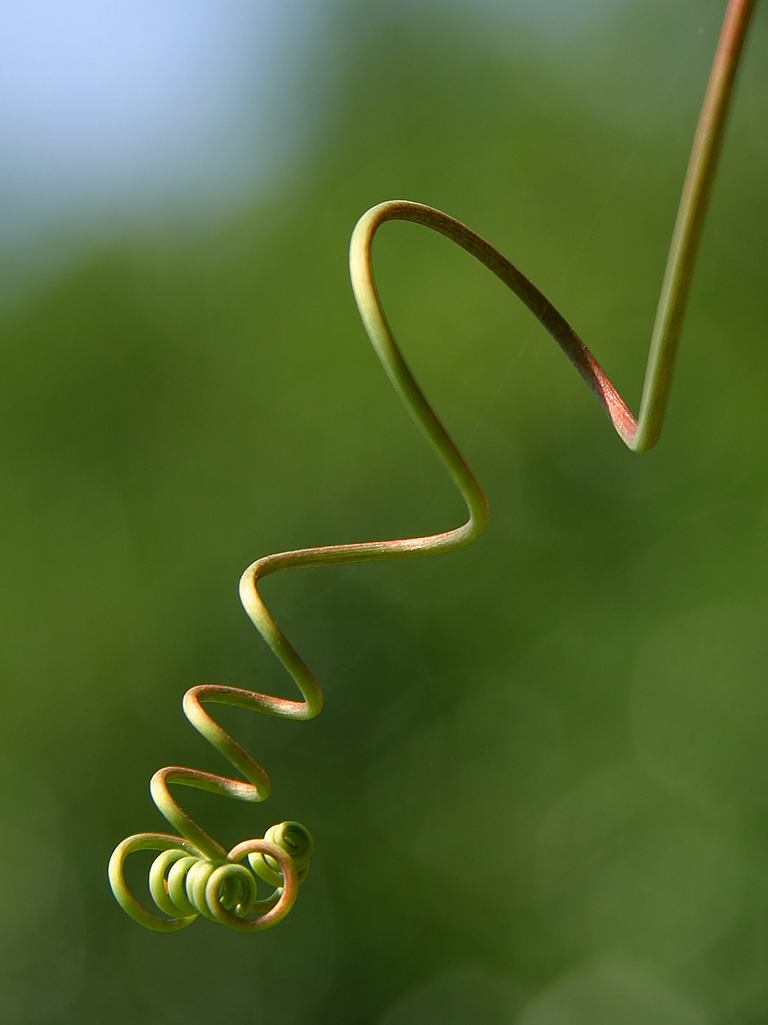
Zarcillo de una viña

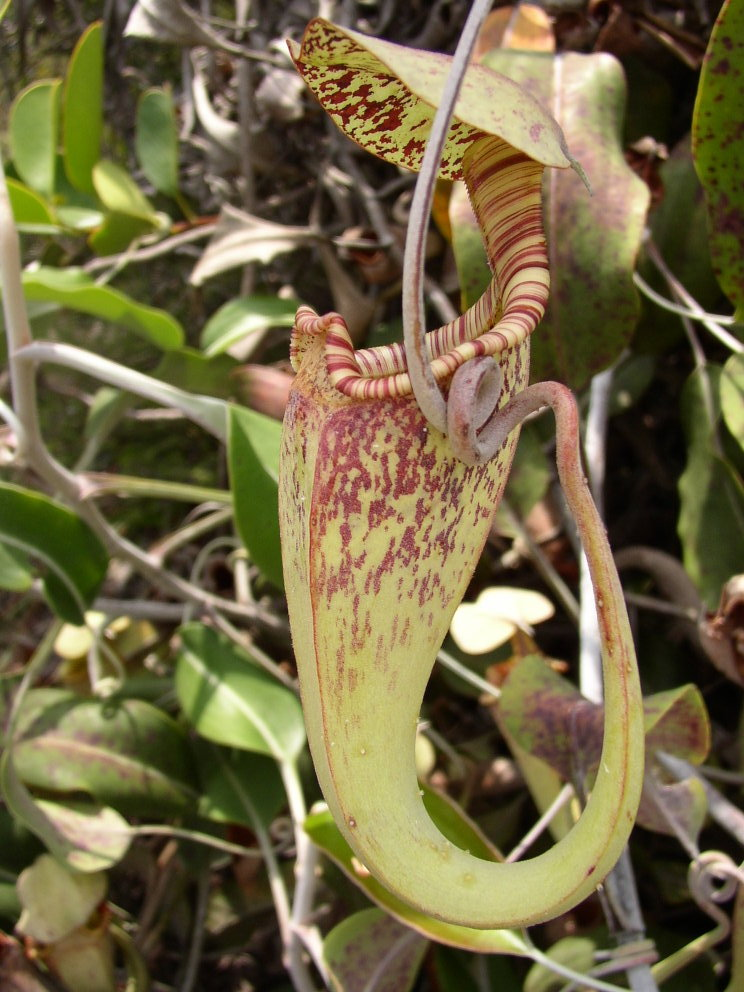
Zarcillo enroscado de Nepenthes rafflesiana

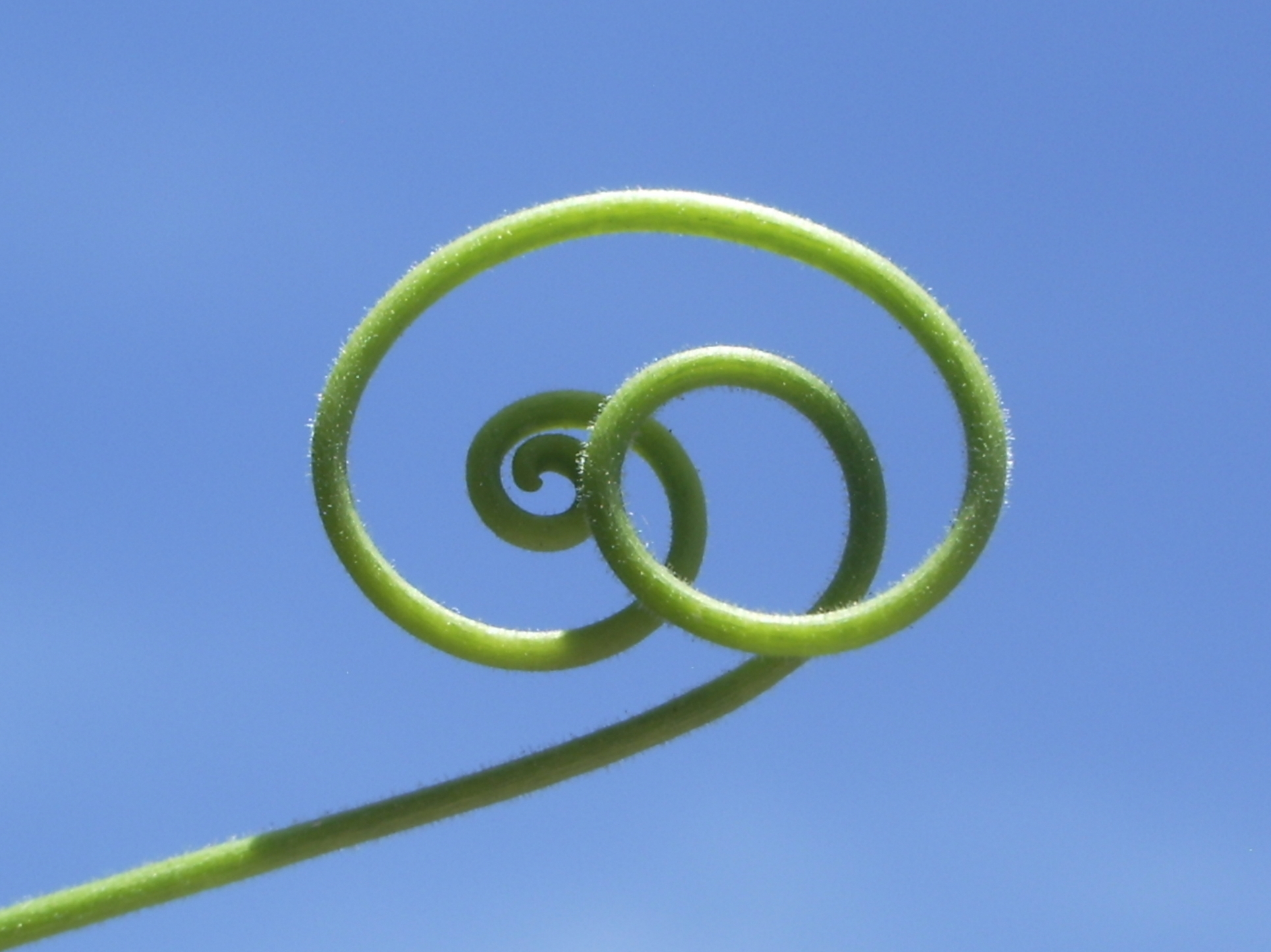
Zarcillo de una pasiflora (Passiflora incarnata)

En botánica, un zarcillo (también cirro o manecilla) es un tallo, hoja o pecíolo especializado del que se sirven ciertas plantas trepadoras para sujetarse a una superficie o a otras plantas. Existe una gran variedad de zarcillos, siendo los más importantes los de tipo caulinar y foliar.
Los zarcillos pueden ser dextrógiros si el giro en la dirección de crecimiento es como las manecillas del reloj, o levógiros, en sentido contrario a las manijas del reloj.

## Estudios botánicos
Uno de los estudios más extensos y precoces sobre los zarcillos fue la monografía de Charles Darwin On the Movements and Habits of Climbing Plants (Sobre los movimientos y hábitos de las plantas trepadoras), publicado en 1865. Esta obra también acuñó el término nutación (movimientos de flexión ejercidos por algunos órganos vegetales) para describir el movimiento de los tallos y zarcillos en busca de soporte.

## Biología

### Origen
Los zarcillos pueden ser de origen foliar o caulinar. Entre los foliares, existen distintos tipos según se modifique la hoja completa o parte de ella. En las cucurbitáceas del género Bryonia, por ejemplo, resultan de hojas reducidas al nervio medio. 
En algunas bignoniáceas o en fabáceas como Lathyrus latifolius, se transforman los últimos foliolos de la hoja pinada y, a menudo, son ramificados. También puede suceder que solo se modifiquen las estípulas de las hojas, como sucede en algunas esmiláceas. En el caso de la flor capuchina (Tropaeolum majus), el peciolo se retuerce frente a un obstáculo, enroscándose como un zarcillo. Pyrostegia venusta presenta un tercer folículo transformado en zarcillo al igual que Dolichandra cynanchoides. Smilax campestris y Tropaeolum majus desarrollan estipulas transformadas en zarcillos. En el guisante común (Pisum sativum), solamente los foliolos terminales están modificados como zarcillos. En otras plantas, como la legumbre Lathyrus aphaca, toda la hoja se encuentra modificada, mientras que las estípulas se han alargado y realizan la fotosíntesis. Y aun otras utilizan el raquis de una hoja compuesta a modo de zarcillo, como los miembros del género Clematis.
Las trampa jarro especializadas de las carnívoras del género Nepenthes se forman en el extremo de zarcillos. Los de las especies trepadoras normalmente están enroscados en el medio. Si un zarcillo entra en contacto con cualquier objeto durante el tiempo suficiente se enrosca a su alrededor formando un fuerte punto para la trampa, de este modo ayuda a soportar el tallo en crecimiento.

### Crecimiento
Los zarcillos son órganos filiformes o ramificados con los cuales la planta se fija a algún otro cuerpo. Poseen movimientos haptotrópicos estimulados por el contacto unilateral. Estos movimientos son reversibles y se deben a cambios de turgencia. La parte más sensible del zarcillo suele ser el tercio superior y el estímulo puede ser un golpe o una fricción. El tiempo de reacción varía de 30 segundos hasta 18 horas. Después de un contacto pasajero el zarcillo puede volver a su posición original. Si no encuentra ningún apoyo, al envejecer, se enrolla sobre su lado inferior o se seca. Los zarcillos pueden girar tanto en sentido dextrógiro o levógiro.